# Gal (unitat)
|  | No s'ha de confondre amb Galó (unitat). |

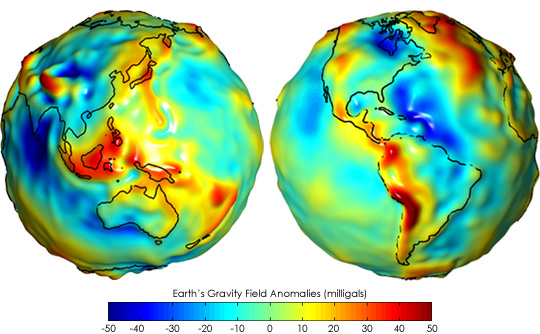
Anomalies del camp gravitacional terrestre (expressat en miligal) respecte del valor estimat, considerant la variació del radi terrestre.

El Gal és una unitat d'acceleració en el sistema cegesimal, és a dir, al centímetre per segon  -2 . El símbol d'aquesta unitat és gal. Se li va donar aquest nom en honor de Galileo Galilei, qui va ser el primer a mesurar l'acceleració de la gravetat. No s'ha de confondre el Gal (acceleració) amb el "gal" «amb minúscula», que és el símbol del "Galó (unitat)" (unitat anglesa de volum).
Per definició
- 1 Gal = 1 cm s  -2 .

La seva equivalència amb la unitat del SI és:
- 1 Gal = 0,01 m s  -2

L'acceleració gravitacional de la Terra varia entre 976 i 983 Gal. Encara que és una unitat inusual, per no pertànyer al Sistema Internacional d'Unitats, manté cert prestigi en alguns camps de la ciència (geofísica, geodèsia…).